# Tachina praeceps
Tachina praeceps är en tvåvingeart som beskrevs av Johann Wilhelm Meigen 1824. Tachina praeceps ingår i släktet Tachina och familjen parasitflugor. Inga underarter finns listade i Catalogue of Life.

## Bildgalleri

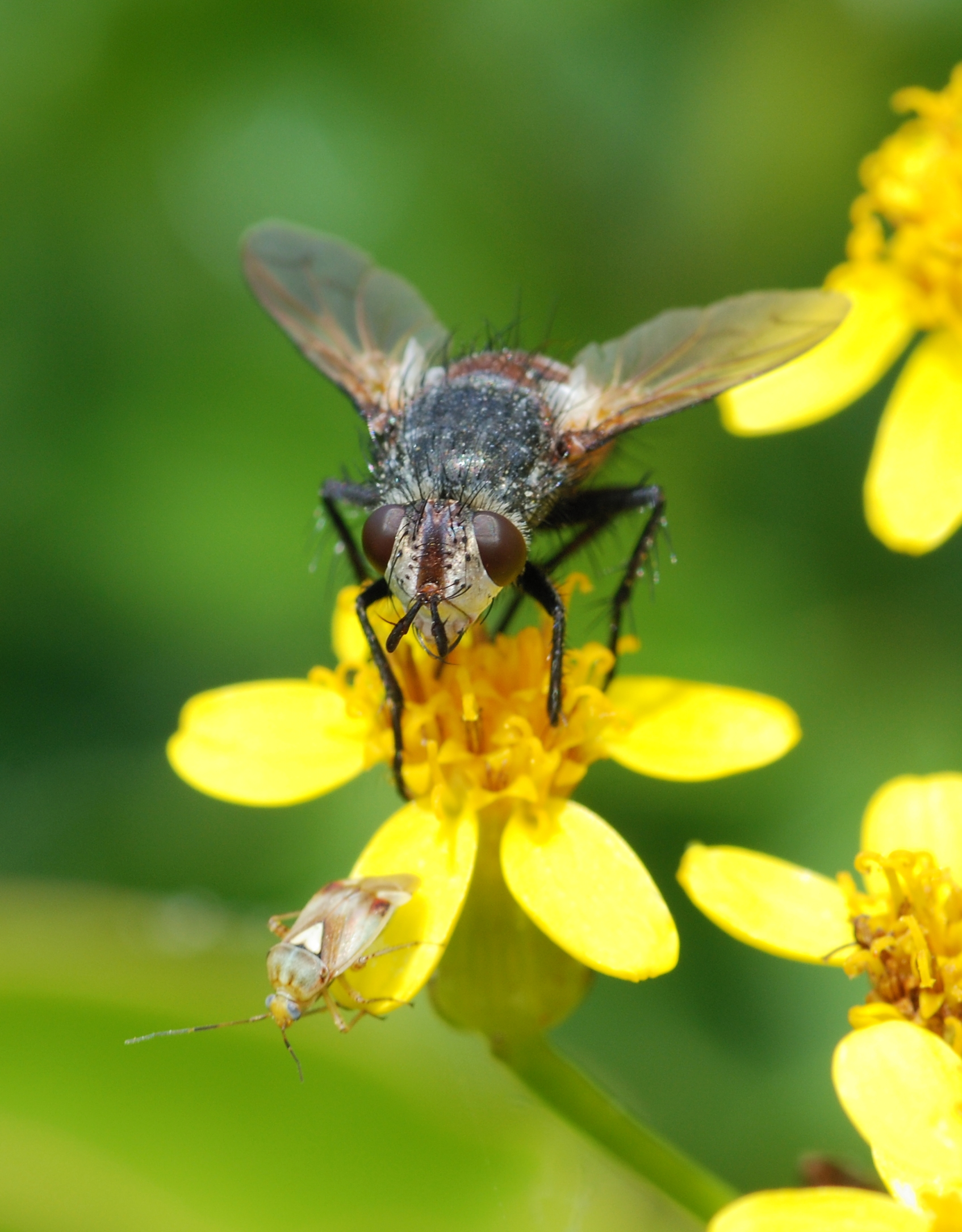
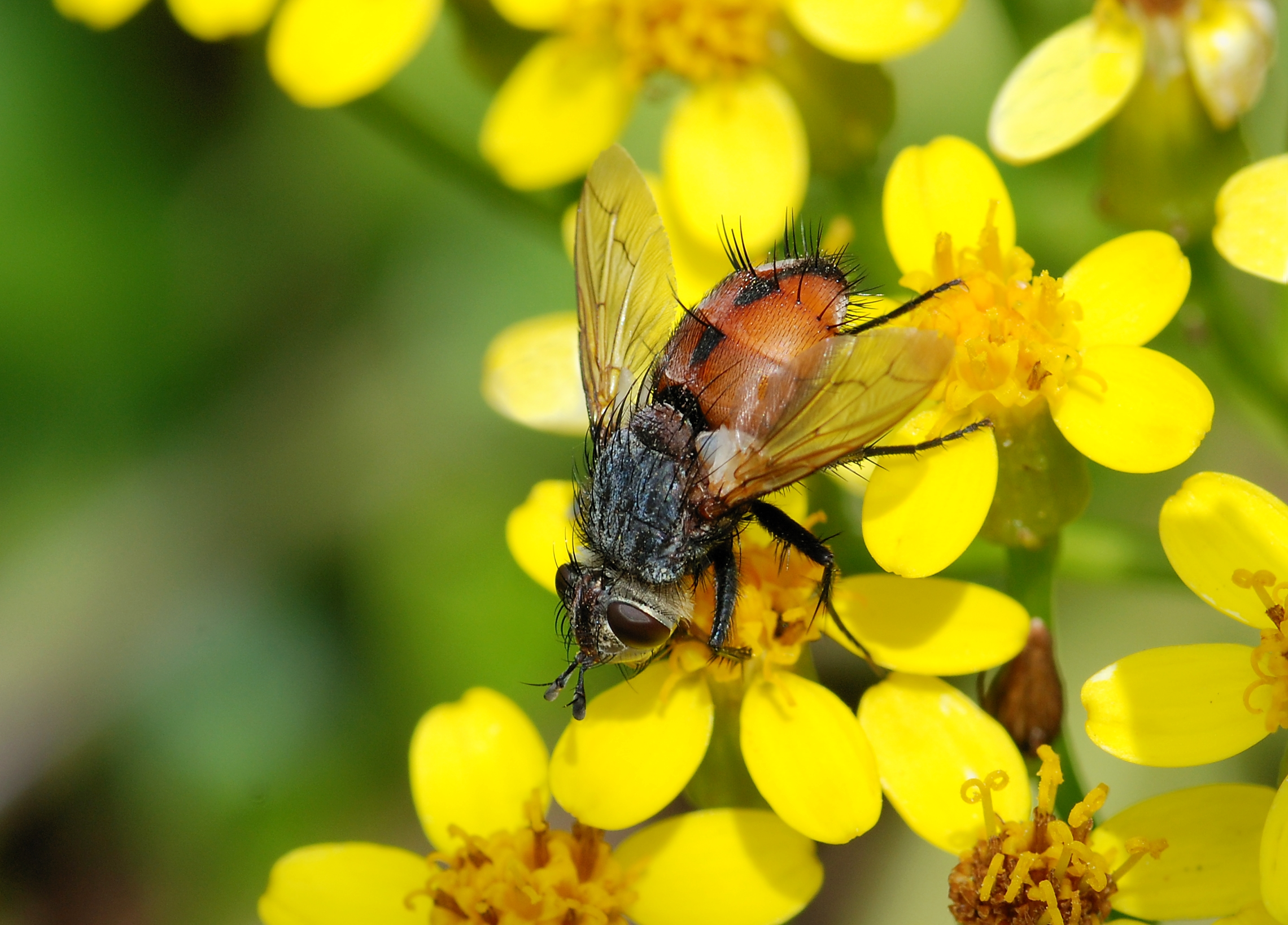
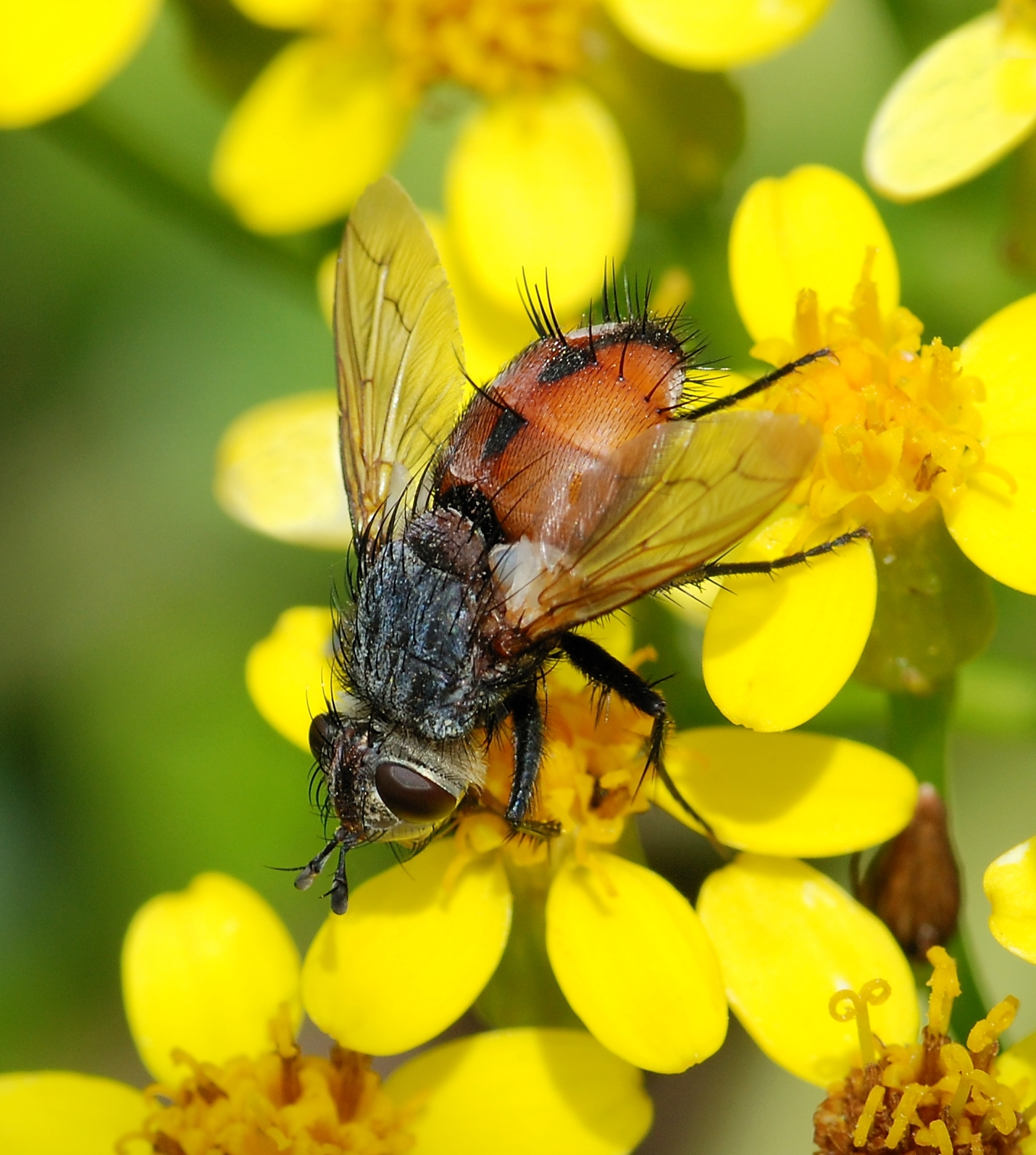